# 小行星4442
小行星4442（4442 Garcia）是一颗绕太阳运转的小行星，为主小行星带小行星。该小行星于1985年9月14日发现。

## 轨道参数
小行星4442的轨道半长轴为2.9989233 UA，离心率为0.248。